# Bou embolat

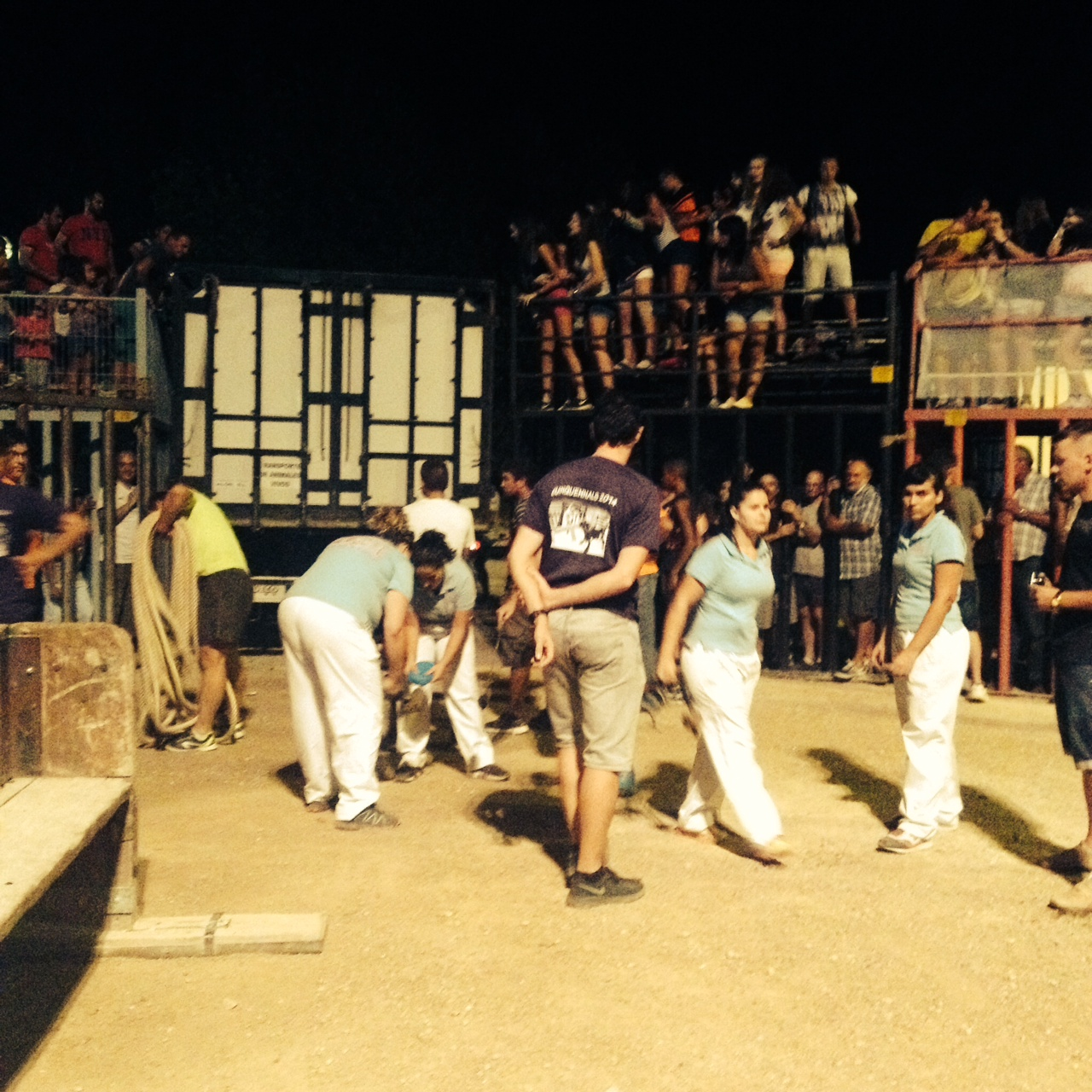
Grup d'emboladores a Ulldecona.

El bou embolat és un festeig tradicional al País Valencià i Catalunya (sobretot a Amposta) i també a la província de Terol en el qual, de nit, es provoca un bou col·locant dues boles de quitrà encès a les banyes d'un bou. Així, l'animal es torna neguitós; el joc consisteix a evitar les envestides de l'animal. No se'n coneixen realment els orígens, però —juntament amb altres celebracions taurines en les quals no es mata l'animal— podria tenir l'origen en la civilització minoica.

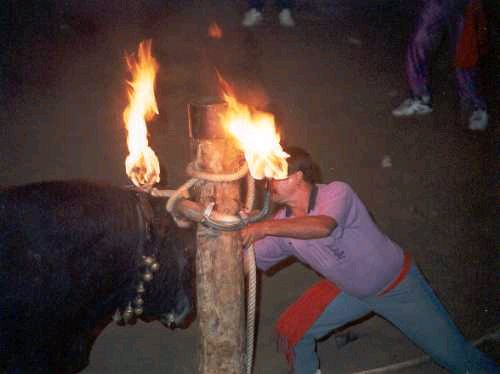
Bou embolat a Almassora, Plana Alta (2006).

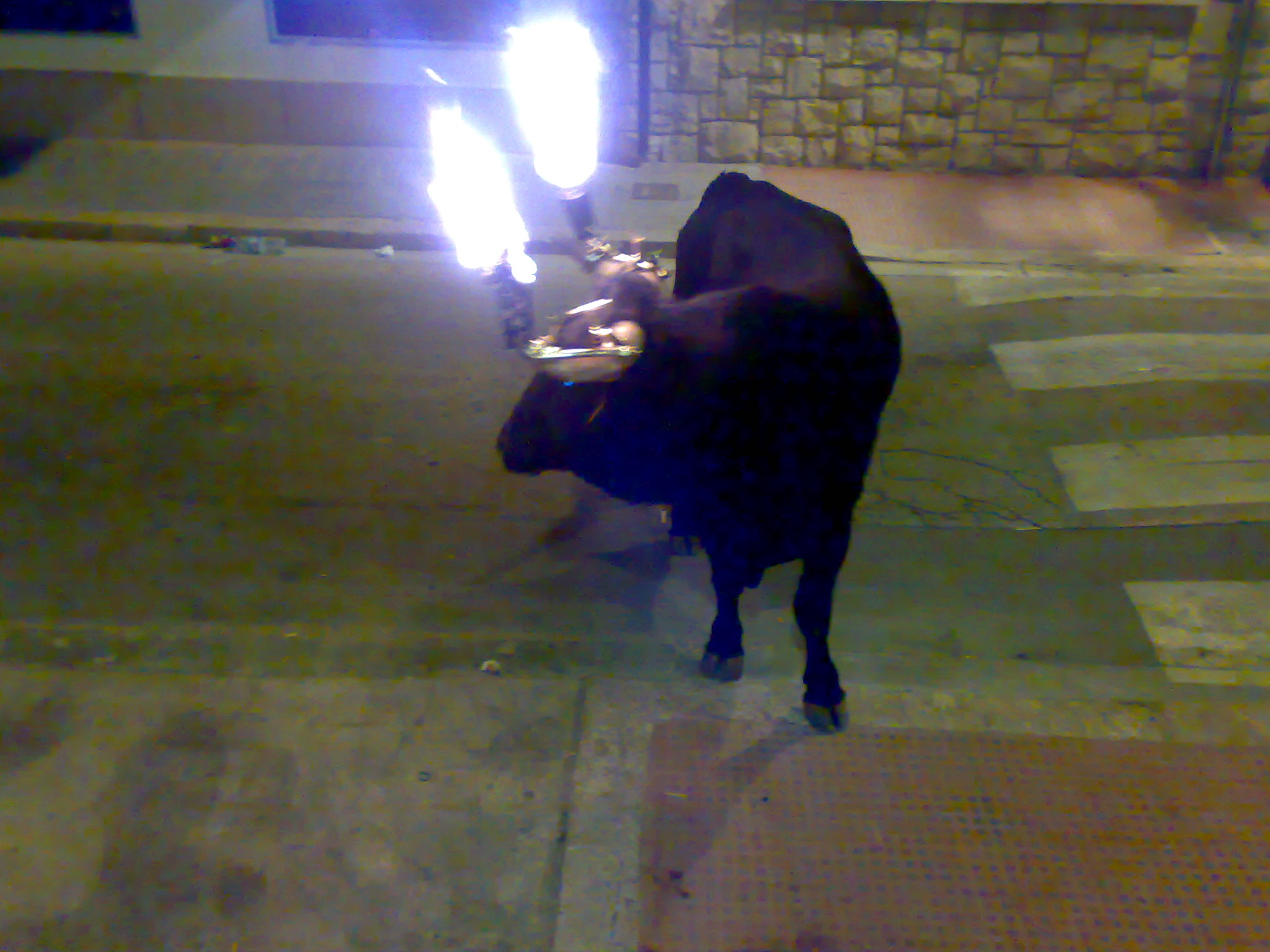
Bou embolat a Godella, València (2010).

Existeix un festeig similar, a l'Aragó, anomenat Toro de Ronda, encara que en aquest cas s'acaba matant l'animal.